# Mezquita del Rey Fahd
La Mezquita del Rey Fahd es un templo islámico privado situado en la ciudad de Marbella, en la provincia de Málaga, España. Está situada a medio kilómetro de distancia de la Mezquita de Marbella y junto al palacio del Rey Fahd, en la urbanización las Lomas del Marbella Club. Fue diseñada por el arquitecto Francisco Rambla Bardier y construida en 1985 para uso exclusivo de la familia real saudí.
El edificio se compone de un gran cubo de 559 metros cuadrados y una torre de 14,60 metros de altura. En el centro del edificio se sitúa la sala de oraciones, alrededor de la cual se disponen distintas dependencias. La decoración exterior es escasa y se reduce a un revestimiento de mármol color crema, a los arcos de herradura apuntados y abocinados de los vanos y a las almenillas que rematan la parte superior de la mezquita. 
En general, la mezquita mantiene el esquema de la tipología otomana y comparte recursos estilísticos con la mezquita principal de Marbella, por lo que se engloba dentro del estilo del neoclasicismo islámico.